# Nova vas ob Sotli
Nova vas ob Sotli – wieś w Słowenii, w gminie Brežice. W 2018 roku liczyła 52 mieszkańców.